# Países Bajos en los Juegos Olímpicos de Amberes 1920
Los Países Bajos estuvieron representados en los Juegos Olímpicos de Amberes 1920 por un total de 130 deportistas que compitieron en 15 deportes.  

## Medallistas
El equipo olímpico neerlandés obtuvo las siguientes medallas:
| Nombre | Deporte           | Competición                  |
| --- | ----------------- | ---------------------------- |
| Oro |                   |                              |
| Maurice Peeters | Ciclismo en pista | Scratch M                    |
| Piet de Brouwer Joep Packbiers Janus Theeuwes Driekske van Bussel Jo van Gastel Tiest van Gestel Janus van Merrienboer Theo Willems       | Tiro con arco     | Blanco móvil 28 m por eqs. M |
| Bernard Carp Johan Carp Petrus Wernink | Vela              | 6,5 Metre M                  |
| Cornelis Hin Franciscus Hin Johannes Hin                                                                                                  | Vela              | 12 ft M                      |
| Plata |                   |                              |
| Wilhelmus Bekkers Johannes Hengeveld Sijtse Jansma Hendrikus Janssen Antonius van Loon Willem van Loon Marinus van Rekum Willem van Rekum | Tira y afloja     | Equipo M                     |
| Petrus Beukers Arnoud van der Biesen | Vela              | 12 ft M                      |
| Bronce |                   |                              |
| Petrus Ikelaar | Ciclismo en pista | 50 km M                      |
| Franciscus de Vreng Petrus Ikelaar | Ciclismo en pista | Tándem M                     |
| Adrianus de Jong | Esgrima           | Sable ind. M                 |
| Adrianus de Jong Louis Delaunoij Jetze Doorman Willem van Blijenburgh Jan van der Wiel Henri Wijnoldy-Daniëls Salomon Zeldenrust          | Esgrima           | Sable por eqs. M             |
| Equipo | Fútbol            | Torneo M                     |